# Isidoro Valcárcel Medina
Isidoro Valcárcel Medina est un artiste conceptuel espagnol né à Murcie en 1937.

## Biographie
Dans les années 1970, Valcárcel Medina évolue dans la mouvance constructiviste et expose avec des artistes comme Elena Asins et Eusebio Sempere.
Valcárcel Medina a travaillé sur de nombreux supports : métal, photographie, écriture, sons, poésie… Il réalise aussi des œuvres d'« art légal », en particulier une œuvre à partir des débats au Congrès des députés sur une loi de 1992 et une autre à partir du procès qu'il a intenté à la ville de Valladolid et à une compagnie d'assurance.
Valcárcel Medina s'oppose aux institutions culturelles, jugeant qu'elles isolent l'art du citoyen alors que l'art doit faire partie de la vie quotidienne. Aucune de ses œuvres n'a jamais été achetée par un musée. Valcárcel Medina souhaite aussi lutter, par son travail, contre la mise de la valeur d'une œuvre dans l'œuvre finie et son auteur, au lieu de privilégier le processus et les circonstances de sa création. Il considère que l'œuvre, une fois le processus de création achevé perd toute sa valeur artistique (seule restant sa valeur matérielle),.
En 2007, Valcárcel Medina reçoit le Prix national d'arts plastiques, décerné par le ministère de la Culture espagnol.
En 2014, il reçoit la Médaille d'or du mérite des beaux-arts, décernée par le Ministère de l'Éducation, de la Culture et des Sports.
En 2015, il reçoit le prix Velázquez.

## Œuvres
Valcárcel Medina a toujours refusé de donner des noms à ses œuvres. Quelques œuvres sont citées ici, leur nom est un nom d'usage :
- E pur si muove (1998)
- La chuleta (1991)
- No necesita título (1990)
- Hombre anuncio (1976)
- Motores (1973)